# Municipio de Grenora
El municipio de Grenora (en inglés: Grenora Township) es un municipio ubicado en el condado de Williams en el estado estadounidense de Dakota del Norte. En el año 2010 tenía una población de 8 habitantes y una densidad poblacional de 0,1 personas por km².

## Geografía
El municipio de Grenora se encuentra ubicado en las coordenadas 48°34′48″N 103°59′14″O / 48.58000, -103.98722. Según la Oficina del Censo de los Estados Unidos, el municipio tiene una superficie total de 83.88 km², de la cual 81,55 km² corresponden a tierra firme y (2,77 %) 2,33 km² es agua.

## Demografía
Según el censo de 2010, había 8 personas residiendo en el municipio de Grenora. La densidad de población era de 0,1 hab./km². De los 8 habitantes, el municipio de Grenora estaba compuesto por el 100 % blancos. Del total de la población el 0 % eran hispanos o latinos de cualquier raza.